# LG UX
LG UX — оболочка на базе операционной системы Android, разработанная и созданная LG Electronics
Для каждого телефона LG существуют разные версии, и каждая версия имеет варианты в зависимости от регионов, в которых продается телефон, таких как Китай, Япония, Пакистан, Россия, Индонезия, Индия, Тайвань и Турция.
Первоначальное название LG UX — Optimus UI, переименованное в текущее название с запуском LG G4 и выпуском LG UX 4.0, а более старые версии задним числом переименованы в LG UX.

## История версий
| Версия                     | Изображение | Версия Android | Дата выхода                                 | Изменения или нововведения |
| -------------------------- | ----------- | -------------- | ------------------------------------------- | --- |
| LG UX 1.0 (Optimus UI 3.0) |             | 4.0 — 4.1      | 16 мая 2012                                 | - Добавлен Quick Memo - Добавлен QSlide [3] |
| LG UX 2.0                  |             | 4.2 — 4.4      | - Добавлен KnockON - Добавлен KnockCode [3] | |
| LG UX 3.0                  |             | 4.4 — 5.1.1    | Неизвестно                                  | - Добавлен Gesture Shot - Добавлен Touch & Shoot [3] |
| LG UX 4.0                  |             | 5.0 — 6.0.1    | 8 апреля 2015[3]                            | - Добавлен Ручной режим камеры - Добавлен Smart Notice для предоставления более персонализированных уведомлений - Упрощён дизайн пользовательского интерфейса [3] |
| LG UX 5.0                  |             | 6.0 — 6.0.1    | 28 марта 2016[1]                            | - Добавлен LG Friends Manager - Увеличение поддержки для функций камеры LG G5 - Редизайн пользовательского интерфейса [1]                                         |
| LG UX 5.0+                 |             | 7.0            | 6 сентября 2016                             | - Поддержка экрана LG V20 - Добавлено приложение LG Health - Добавлен менеджер Smart Doctor - Добавлены новые инструменты для записи аудио [5]                    |
| LG UX 6.0                  |             | 6.0 — 7.1.2    | 26 февраля 2017                             | - Изменён для максимального преимущества экрана LG G6 - Добавлена функция Square Camera - Добавлен Food Mode [6]                                                  |
| LG UX 6.0+                 |             | 7.1 — 8.1.0    | 14 августа 2017                             | - Оптимизирован для работы экрана LG V30 - Добавлено новое приложение камеры, работающее на Graphy - Добавлен Floating Bar - Улучшен always-on display [7]        |
| LG UX 7.0                  |             | 8.0.0 — 9.0    | Неизвестно                                  | |
| LG UX 8.0                  |             | 9.0            | Неизвестно                                  | |
| LG UX 9.0                  |             | 9.0 — 11.0     | 29 ноября 2019                              | |
| LG UX 10.0                 |             | 11.0 — 13.0    | Неизвестно                                  | |